# Паллиативная помощь
Паллиати́вная помощь (от фр. palliatif от лат. pallium — покрывало, плащ) — подход, позволяющий улучшить качество жизни пациентов (детей и взрослых) и их семей, столкнувшихся с проблемами, связанными с неизлечимым заболеванием, путём предотвращения и облегчения страданий за счёт раннего выявления, тщательной оценки и лечения боли и других физических симптомов, а также оказания психосоциальной и духовной поддержки.
Термин «паллиативный» происходит от паллиатив (паллий, покрывало, греческий плащ, верхнее платье) — неисчерпывающее, временное решение, полумера, закрывающее как «плащ» саму проблему — что отражает принцип паллиативной помощи: создание защиты от тягостных проявлений болезни, но не лечение самой болезни.

## Цели и задачи
Паллиативная помощь:
- облегчает боль и другие доставляющие беспокойство симптомы;
- утверждает жизнь и относится к умиранию как к естественному процессу;
- не стремится ни ускорить, ни отдалить наступление смерти;
- включает психологические и духовные аспекты помощи пациентам;
- предлагает пациентам систему поддержки, чтобы они могли жить насколько возможно активно до самой смерти;
- предлагает систему поддержки близким пациента во время его болезни, а также в период тяжёлой утраты;
- использует мультидисциплинарный командный подход для удовлетворения потребностей пациентов и их родственников, в том числе в период тяжёлой утраты, если возникает в этом необходимость;
- повышает качество жизни и может также положительно повлиять на течение болезни;
- применима на ранних стадиях заболевания в сочетании с другими методами лечения, направленными на продление жизни, например с химиотерапией, радиационной терапией, ВААРТ.
- включает проведение исследований с целью лучшего понимания и лечения доставляющих беспокойство клинических симптомов и осложнений[2].

Цели и задачи паллиативной помощи:
- адекватное обезболивание и купирование других тягостных симптомов.
- психологическая поддержка больного и ухаживающих за ним родственников.
- выработка отношения к смерти как к закономерному этапу пути человека.
- удовлетворение духовных потребностей больного и его близких.
- решение социальных и юридических, этических вопросов, которые возникают в связи с тяжёлой болезнью и приближением смерти человека[3].

## Паллиативная медицина
Паллиативная медицина является частью паллиативной помощи. Это раздел медицины, задачами которого является использование методов и достижений современной медицинской науки для проведения лечебных процедур и манипуляций, призванных облегчить состояние больного, когда возможности радикального лечения уже исчерпаны (паллиативные операции по поводу неоперабельного рака, обезболивание, купирование тягостных симптомов, купирование болей при тяжëлых неврологических заболеваниях).

## В России
21 февраля 2019 Госдума приняла в третьем чтении закон об организации паллиативной медицинской помощи. Накануне, выступая перед Федеральным Собранием, Владимир Путин поручил депутатам ускорить принятие закона о паллиативной помощи. По оценке президента, в ней нуждаются от 800 тысяч до миллиона жителей Российской Федерации.
6 марта 2019 года президент России Владимир Путин ратифицировал закон об оказании паллиативной помощи после прохождения законопроекта через обе палаты Федерального Собрания РФ. В документе, в числе прочего, отмечается, что в Федеральный закон «Об основах охраны здоровья граждан в Российской Федерации» вносятся изменения касательно облегчения связанной с заболеванием боли лекарствами, в том числе наркотического и психотропного характера (включая возможность предоставления гражданам в рамках паллиативной помощи бесплатных лекарственных препаратов).
Паллиативная медицинская помощь необходима при многих заболеваниях. Большинство нуждающихся в ней взрослых страдают такими хроническими заболеваниями, как сердечно-сосудистые (38,5 %), рак (34 %), хронические респираторные заболевания (10,3 %), СПИД (5,7 %) и диабет (4,6 %). Паллиативная медицинская помощь может потребоваться при многих других состояниях, в том числе почечной недостаточности, хронических заболеваниях печени, рассеянном склерозе, болезни Паркинсона, ревматоидном артрите, неврологических заболеваниях, деменции, врожденных пороках развития и туберкулезе с лекарственной устойчивостью.

### Ассоциация паллиативной медицины
В настоящее время в России действует Российская Ассоциация паллиативной медицины.
История этой ассоциации берёт начало в 1995 году, когда была организована одна из первых в стране некоммерческих негосударственных общественных организаций — Фонд «Паллиативная медицина и реабилитация больных».
В 2006 году Фонд учредил Общероссийское общественное движение «Медицина за качество жизни». С момента создания движение проводит Общероссийский медицинский форум, в рамках которого обсуждаются важнейшие проблемы отечественной медицины и здравоохранения, в том числе вопросы паллиативной помощи.
2011 год стал моментом создания Российской Ассоциации паллиативной медицины. Фонд был учреждён по инициативе медицинских работников из 44 регионов страны.
Своими основными целями Российская Ассоциация паллиативной медицины называет:
- консолидацию медицинского сообщества в решении проблем здравоохранения,
- профессиональная поддержка специалистов, занятых в области паллиативной медицинской помощи;
- содействие разработке и внедрению в здравоохранение оптимальных, призванных улучшить качество жизни пациентов:
  - организационно-методологических форм,
  - методов,
  - новых технологий.

Ассоциация уделяет пристальное внимание созданию новых региональных отделений в субъектах РФ, а также открыто для индивидуального членства.
В настоящий момент состав правления Российской Ассоциации паллиативной медицины насчитывает 30 членов. Среди них — Арам Адверикович Даниелян, главный врач петербургского Социального Гериатрического Центра «ОПЕКА».
В Москве функционирует Многопрофильный центр паллиативной помощи, основное направление которого — облегчение тяжелых заболеваний и улучшение качества жизни неизлечимо больных, а также оказание психосоциальной помощи пациентам и их семьям.

## Хоспис
Хоспис — паллиативное медицинское учреждение для постоянного и дневного пребывания в нём пациентов с терминальной стадией заболевания, находящихся между жизнью и смертью, чаще всего в последние 6 месяцев своей жизни.